# Сборная Австрии по пляжному футболу
Сборная Австрии по пляжному футболу — команда, которая представляет Австрию в международных турнирах по пляжному футболу. Управляет сборной Австрийский футбольный союз. Команда дважды выходила в четвертьфинал Кубка Европы в 2003 и 2006 годах.

## Текущий состав
По состоянию на январь 2011 года
Примечание: Флаги указываются, так как игрок может иметь более одного гражданства по правилам ФИФА.
| № |         | Позиция | Игрок              |
| - | ------- | ------- | ------------------ |
|   | Австрия | Вр      | Патрик Штуммер     |
|   | Австрия | Защ     | Кристоф Обереггер  |
|   | Австрия | Нап     | Андреас Галяйтнер  |
|   | Австрия | Защ     | Даниэль Штайнбайсс |
|   | Австрия | Защ     | Томас Шелльман     |
|   | Австрия | Нап     | Даниэль Нойхолд    |

| № |         | Позиция | Игрок               |
| - | ------- | ------- | ------------------- |
|   | Австрия | Нап     | Мануэль Хаммер      |
|   | Австрия | Нап     | Синиша Маркович     |
|   | Австрия | Вр      | Штефан Штихльбергер |
|   | Австрия | Нап     | Мустафа Джетиньюрек |
|   | Австрия | Защ     | Филипп Петерсторфер |
|   | Австрия | Защ     | Патрик Гаттербауэр  |

Тренер: Густав Штиглиц 

## Достижения
- Квалификация чемпионата мира по пляжному футболу (УЕФА)
  - Групповой этап (2009, 2011)
- Кубок Европы по пляжному футболу
  - Четвертьфинал (2003, 2006)